# Roussy-le-Bourg
Roussy-le-Bourg est une ancienne commune et un village de la Moselle rattachée à  Roussy-le-Village en 1811.

## Toponymie
- Anciennes mentions : Ruscheye (1036), Ruttiche (1097), Rutich (1106), Castellum Ruotiche (1131), Rouscengen (1274), Kultich et Bourg-Kultrich (1606), Roucy (1674)[1].
- En allemand : Burg-Rötgen[1], Burg Rüttgen et Burg-Rüttich. En luxembourgeois :  Burg-Rëtgen[2] et Buerg-Rëttgen.

## Histoire
- La terre de Roussy, autrefois comté, devint en 1287 un apanage de la branche de Luxembourg-Ligny.
- Elle fut de nouveau érigée en comté par Charles V roi de France en 1367, afin de récompenser les services de la maison de Luxembourg.
- Roussy-le-Bourg était encore le siège d'une seigneurie en 1701.
- Faisait partie de la paroisse d'Usselskirch.
- Rattaché à Roussy-le-Village le 1er avril 1811.

## Démographie
| 1793 | 1800 | 1806 |
| ---- | ---- | ---- |
| 173  | 182  | 170  |

## Lieux et monuments

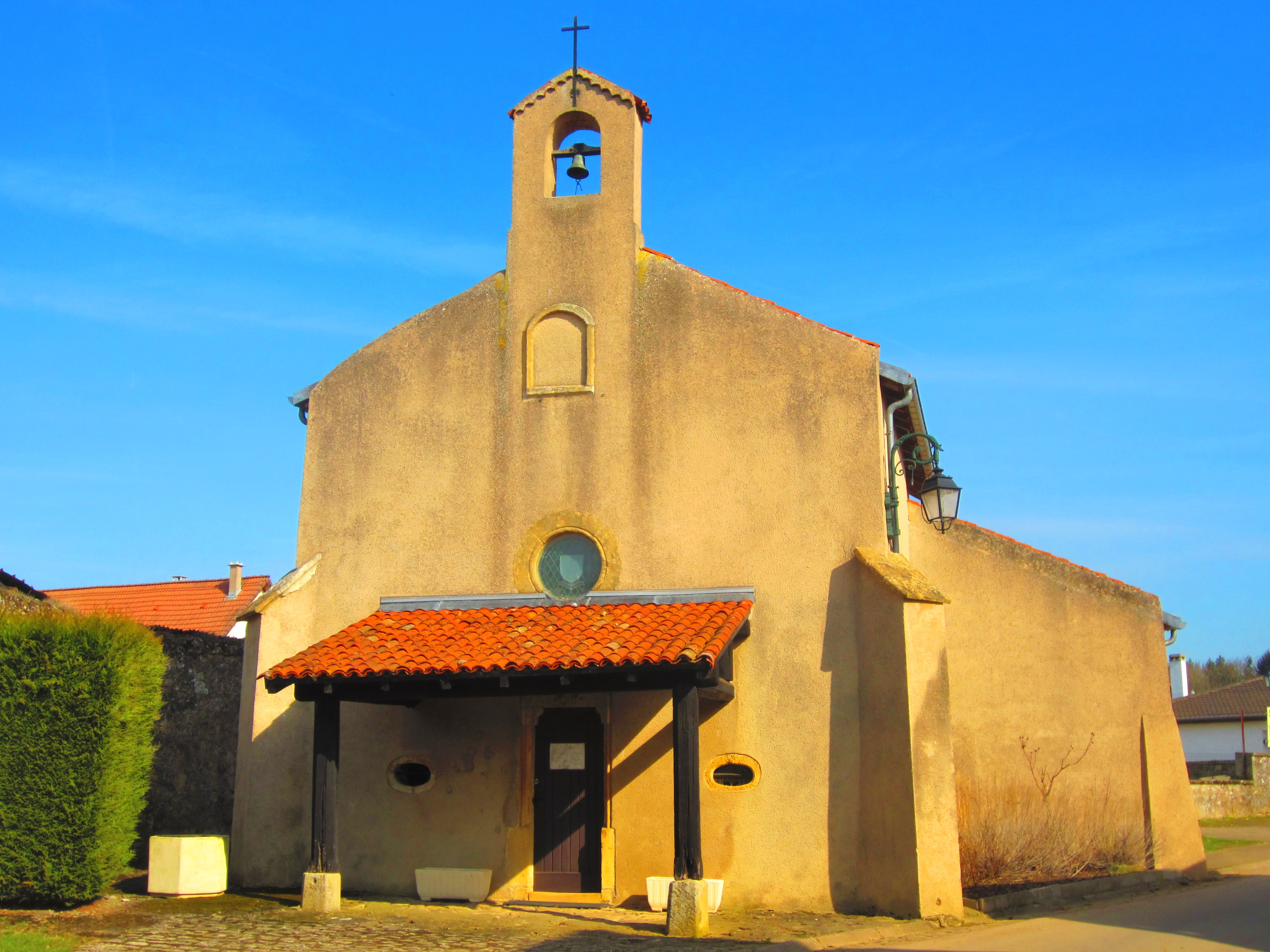
Chapelle Sainte-Croix de Roussy-le-Bourg.

- Chapelle Sainte-Croix